# Nahetal-Waldau
Nahetal-Waldau là một đô thị ở huyện Hildburghausen, ở bang Thüringen, Đức. Đô thị này có diện tích 32,97 km², dân số thời điểm ngày 31 tháng 12 năm 2006 là 3331 người.